# Zakrutje
Zakrutje (ros. Закрутье) – wieś (ros. деревня, trb. dieriewnia) w zachodniej Rosji, w osiedlu wiejskim Titowszczinskoje rejonu diemidowskiego w obwodzie smoleńskim.

## Geografia
Miejscowość położona jest nad kanałem Bielnoj (w dorzeczu rzeki Wielikaja), przy drogach regionalnych 66N-0516 (66K-11 / Zakrutje – Wierietieja – Starina) i 66K-11 (R120 / Olsza – Diemidow – Wieliż – granica z obwodem pskowskim), 15,5 km od centrum administracyjnego osiedla wiejskiego (Titowszczina), 14 km od centrum administracyjnego rejonu (Diemidow), 77 km od stolicy obwodu (Smoleńsk), 29,5 km od granicy z Białorusią.
W granicach miejscowości znajdują się ulice: Bieriegowaja, Centralnaja, Mołodiożnaja, Niżniaja, Parkowaja, Sadowaja, Wierchniaja.

## Demografia
W 2010 r. miejscowość zamieszkiwały 153 osoby.

## Historia
W czasie II wojny światowej od lipca 1941 roku wieś była okupowana przez hitlerowców. Wyzwolenie nastąpiło we wrześniu 1943 roku.
Na mocy uchwały z dnia 28 maja 2015 roku wszystkie miejscowości zlikwidowanej jednostki administracyjnej Zakrutskoje (w tym Zakrutje – stolica tejże) weszły w skład osiedla wiejskiego Titowszczinskoje.